# Saphanodes ivorensis
Saphanodes ivorensis är en skalbaggsart som först beskrevs av Pierre Lepesme 1948.  Saphanodes ivorensis ingår i släktet Saphanodes och familjen långhorningar. Inga underarter finns listade i Catalogue of Life.